# Научная парадигма
Научная парадигма (от греч. παράδειγμα, «изображение, образец, пример, модель») — безоговорочно принятая научным сообществом модель научной деятельности. В философию науки термин ввёл Т. Кун в 1958—1959 годах. Смена парадигм происходит во время научной революции, потому что научное знание  развивается скачкообразно, аномалии ослабляют роль парадигмы, образуются новые объединения людей по преобразованию общества, а революция вынуждает частично отказаться от некоторых институтов в пользу других.
Томас Кун описывал парадигму как «исторически сложившаяся совокупность убеждений, ценностей и т.д., характерная для членов научного общества». Иными словами, он ввёл идею, что исследования всегда ведутся в рамках текущей, общепринятой парадигмы (нормальная наука). Но её сменяет другая парадигма, когда исследователи встречают головоломку (аномалию), которая не укладывается в рамки принятой парадигмы. По мнению Т.Куна, ни одна парадигма никогда не решает всех проблем, потому что не оставляет нерешенными одни и те же проблемы, поскольку обсуждение парадигмы всегда включает вопрос: какие проблемы более важны для решения?
Одним из примеров такой революции является переход к ньютоновской динамике: смена научных воззрений при этом включила осознание того, что наука не обязана объяснять причину гравитации (как было принято со времён Аристотеля), достаточно просто учесть её существование. Т.Кун пишет: «Если студент, изучающий динамику Ньютона, когда-либо откроет для себя значение терминов сила, масса, пространство и время, то ему помогут в этом не определения в учебниках, а наблюдение и применение этих понятий при решении проблем»
На практике парадигмы в разных науках варьируют в зависимости от их зрелости, степени применения математического аппарата, техники эксперимента и научных традиций конкретной дисциплины. Научная парадигма закрепляется в трудах научных лидеров, учебниках и учебных программах.
Научная парадигма определяет рамки «нормальной науки»:
- фундаментальные законы и понятия;
- «метафизические компоненты»: критерии, соответствие которым необходимо для восприятия объяснений фактов как «научных»;
- ценностные предпочтения (например, баланс между количественными и качественными предсказаниями, простотой и детальностью).

Научная парадигма определяет границу рациональной научной деятельности, при этом некоторые задачи оказываются неразрешимыми; накопление таких «головоломок» приводит к сомнениям в научном сообществе и «экстраординарным» периодам, для которых характерно появление соперничающих научных сообществ.